# 工口龍捲風！ ～偶像妹妹太色情了，我的理性即將狂風大作！？～
《工口龍捲風！ ～偶像妹妹太色情了，我的理性即將狂風大作！？～》是milimili：AMUSE CRAFT EROTICA在2018年7月27日發售的戀愛冒險類型成人遊戲，當中由負責原畫，若葉祥慶擔當編劇。
《工口龍捲風！》只有一條劇情分支路線，當中擁有一系列預先設定的場景和人物互動。整部遊戲聚焦於兩名女主角七坂櫻和四條皋月跟玩家角色的互動，並刻畫角色之間的性行為。整個故事以不具名的玩家角色的視角作切入點，他的妹妹七坂櫻是個人氣偶像，不過在家中卻喜歡在性方面對他進行惡作劇，並打算讓後輩四條皋月也與哥哥發生性關係。
這部遊戲在開售後登上日本美少女遊戲暨動漫相關商品銷售網站Getchu屋當月視覺小說銷量排行榜的第19位。milimili之後亦推出了續作《工口龍捲風！2》。

## 遊戲系統
《工口龍捲風！》採取戀愛冒險的遊玩方式。玩家所扮演的是本作的男主角。大部分的劇情玩家會以他的的視角進行遊戲。遊戲中全部角色皆有語音，只有玩家角色沒有。玩家遊玩時需要閱覽屏幕上所顯示的文本以了解故事情節和人物之間的對話。這些文字會與人物動畫和背景一同出現，用以表示對話的對象。《工口龍捲風！》只有一條劇情路線。本作角色之間的關係亦帶有一定性意味。有關場景包括口交、乳頭愛撫、性交。

## 故事
本作的男主角是個大學生，在入學後開始跟妹妹七坂櫻（七坂さくら，下稱小櫻）同居。小櫻是個頗受歡迎的偶像，不過一回到家卻表露出自己的性慾望。她之後把職場上的後輩四條皋月（四条さつき）介紹給哥哥，並以學習的名義向她灌輸性知識。令皋月從聞性就會害羞變成對之產生極大興趣，使她開始跟小櫻的哥哥發生性關係，甚至願意跟小櫻和其哥哥一起從事三人性行为。

## 開發
《工口龍捲風！》為milimili：AMUSE CRAFT EROTICA的出道作。曾在《天結Castle Meister》擔當編劇的若葉祥慶，再次於本作負責上述工作。是作的原畫由負責，他此前曾有負責多部成人遊戲原畫的經驗。主題曲則由小櫻的聲優獻唱。

## 宣傳發行
《工口龍捲風！》在2018年7月27日開售，同時相容Windows Vista/7/8/10。包裝版、下載版、附帶角色抱枕套的包裝版於當天一倂推出。官方會為經官方渠道郵購者贈送三款徽章和小冊子。
官方在2018年11月29日於chobit公開本作的主題曲音樂短片。DVD PG版在2020年1月23日經N43 Project推出。

## 評價
這部遊戲在開售後登上日本美少女遊戲暨動漫相關商品銷售網站Getchu屋當月視覺小說銷量排行榜的第19位。
《BugBug》雜誌的Nekoko（ねここ）在玩過《工口龍捲風！》後，對本作兩位女主角表示好評，認為她們「各有不同的魅力」，並讚揚皋月的初體驗場景。他最後結論道，這部遊戲價格便宜之餘，又適合妹控或蘿莉控遊玩。
milimili之後亦在2018年12月21日推出了續作《工口龍捲風！2》。

## 外部連結
- 官方网站 （页面存档备份，存于） （日語）
- 《工口龍捲風！ ～偶像妹妹太色情了，我的理性即將狂風大作！？～》在視覺小說數據庫的頁面 （英文）